# مذبحة مسجد كاتانكودي
مذبحة مسجد كاتانكودي هي مجزرة ذهب ضحيتها أكثر من 147 رجلا وطفلا مسلما في 3 أغسطس 1990 في سريلانكا. نفذ الهجوم حوالي 30 من المسلحين التاميل بعد مداهمتهم لأربعة مساجد في مدينة كاتانكودي حيث كان أكثر من 300 شخص يسجدون لصلاة العشاء. اتهمت الحكومة السريلانكية حركة نمور التاميل (LTTE) بارتكاب الجريمة. والتي نسب لها الهجوم على نطاق واسع برغم إنكار تورطها في المذبحة.

## الخلفية والأحداث
تعتبر حركة نمور التاميل (LTTE) منظمة ثورية متمردة شنت حرب أهلية في سريلانكا منذ عام 1975 لإنشاء دولة منفصلة في شمال وشرق البلاد. فشلت محادثات السلام التي بدأت في عام 1989، وأنهت وقف إطلاق النار لمدة 13 شهرًا. في 11 يونيو، هاجمت الحركة العديد من الأهداف الحكومية مثل مراكز الشرطة. في 26 يونيو، قام نشطاء الحركة بنهب 93 متجرا في كاتانكودي، وإحراق ثلاثة منها.
في 24 يوليو، قتل مسلحون أربعة مسلمين في مسجد في منطقة باتيكالوا. وبعد خمسة أيام، قتل مسلحون 10 مصلين في سامانثوراي، على بعد 40 كم شرق مدينة باتيكالوا. ألقى المسئولون العسكريون السريلانكيون باللوم على حركة نمور التاميل. كما ألقوا اللوم عليها كذلك في مهاجمة القرى الإسلامية وحرق متاجرهم ومنازلهم، للاشتباه في دعمهم للحكومة.

## المجزرة
في 3 أغسطس، عبر حوالي 30 شخصا من متمردى التاميل بقوة البحيرة ودخلوا بلدة كاتانكودي. قام «رانجيث أباه»، أحد محصلي الضرائب من حركة نمور التاميل (LTTE)، بزيارة منزل جناح هاجيار، حيث أطلق مسلحون من الجبهة النار على صهر زوجها. حوالي الساعة 8:10 مساءً، دخل المتمردون مساجد مير جمعة والحسينية ومسجد يوليو نور وفوزي، حيث حضر المئات من المصلين صلاة العشاء يوم الجمعة. حيث كان المتمردون يتنكرون كمسلمين لتجنب الشكوك.
بينما ركع المدنيون في الصلاة هاجمهم متمردو التاميل، وأطلقوا عليهم وابلا من البنيران الأسلحة الآلية ثم القنابل اليدوية. تم إطلاق النار على معظم الضحايا في الظهر أو على الجانب. وهرب المتمردون عندما وصل الجنود السريلانكيون إلى الموقع بعد علمهم بالمذبحة. كان الجيش بطيئًا في الوصول إلى المدينة، معللا ذلك بإمكانية وجود الألغام الأرضية. وقد أدى ذلك ببعض سكان كاتانكودي إلى الشك في تورط الجيش بطريقة أو بأخرى في المذبحة.
قدّر التقرير الأولي عدد القتلى بحوالي 100 شخص، لكن بما أن العديد من المصابين الذين نقلوا إلى المستشفى توفوا متأثرين بجراحهم، ارتفع عدد القتلى إلى أكثر من 147 قتيلا.

## شهادات الناجين
في الأيام الموالية، نُشرت شهادات مفجعة في الصحف الدولية عن المذبحة. صرح محمد إبراهيم، وهو رجل أعمال يبلغ من العمر 40 عامًا، في حديث لصحيفة نيويورك تايمز: «"كنت على ركبتي أصلي عندما بدأ المتمردون في إطلاق النار لمدة 15 دقيقة. هربت دون أن أصاب وووجدت نفسي بين الجثث في كل مكان".» فيما صرح محمد عارف وهو طالب يبلغ من العمر 17 عامًا استطاع النجاة أيضًا من المذبحة، لصحيفة نيويورك تايمز: «"قبل أن أهرب من باب جانبي وأتسلق الحائط، رأيت متمردًا من نمور التاميل يضع مسدسًا في فم صبي مسلم صغير ويسحب الزناد".»

## ما بعد المذبحة
أمر الرئيس السريلانكي راناسينغ بريماداسا مروحيات القوات الجوية السريلانكية بنقل المصابين إلى المستشفيات لتلقي العلاج العاجل. واستمروا في نقل المصابين إلى المستشفيات في صباح اليوم التالي. بعد المذبحة بفترة قصيرة، شنت القوات الحكومية عملية في المنطقة للقبض على القتلة. أطلقت إحدى المروحيات المشاركة في عملية البحث النار على زورقين متمردين من نمور التاميل قبالة البحر في كاتانكودي. ويقال إنهم فروا إلى الهند بعد المجزرة. لم يتم تأكيد الخسائر بين المتمردين.
يعد هذا الحادث أسوأ مذبحة للمدنيين منذ استئناف النزاع في 11 يونيو. تم دفن جميع الضحايا في مقبرة في مسجد ميرا جمعة، حيث حفر المشيعون مقبرة جماعية طويلة لصف من التوابيت.
نفت حركة تاميل أي مسؤولية لها مدعية أن مت جرى تم القيام به من قبل الحكومة للحصول على أسلحة من الدول الإسلامية.ومع ذلك، في مقابلة عام 2015، زعم كارونا أمان، القائد السابق لـ نمور التاميل في المقاطعة الشرقية والذي انشق في عام 2004، أن الهجوم لم يكن بموافقة قيادة النمور، وأن فيلوبيلاي برابهاكاران عاقب الجناة. أفادت تقارير المخابرات الحكومية أن قيادة نمور التاميل لم يتم إبلاغها مسبقًا بالهجوم. وذكرت جماعة جامعة المعلمين من أجل حقوق الإنسان (J) أن الهجوم كان نتيجة لغضب محلي ضد المسلمين بسبب العنف ضد التاميل في المقاطعة الشرقية.